# Edward FitzGerald (poeta)
Edward FitzGerald (Bredfield, 31 marzo 1809 – Merton, 14 giugno 1883) è stato uno scrittore inglese.
Meglio conosciuto come il primo e il più famoso traduttore inglese della Rubʿayyāt di ʿUmar Khayyām.

## Biografia
Edward FitzGerald nacque con il nome di Edward Purcell a Bredfield, circa a due miglia a nord di Woodbridge (Suffolk), ma nel 1818 suo padre John assunse il nome della famiglia della moglie, ossia FitzGerald, una delle famiglie più ricche d'Inghilterra.

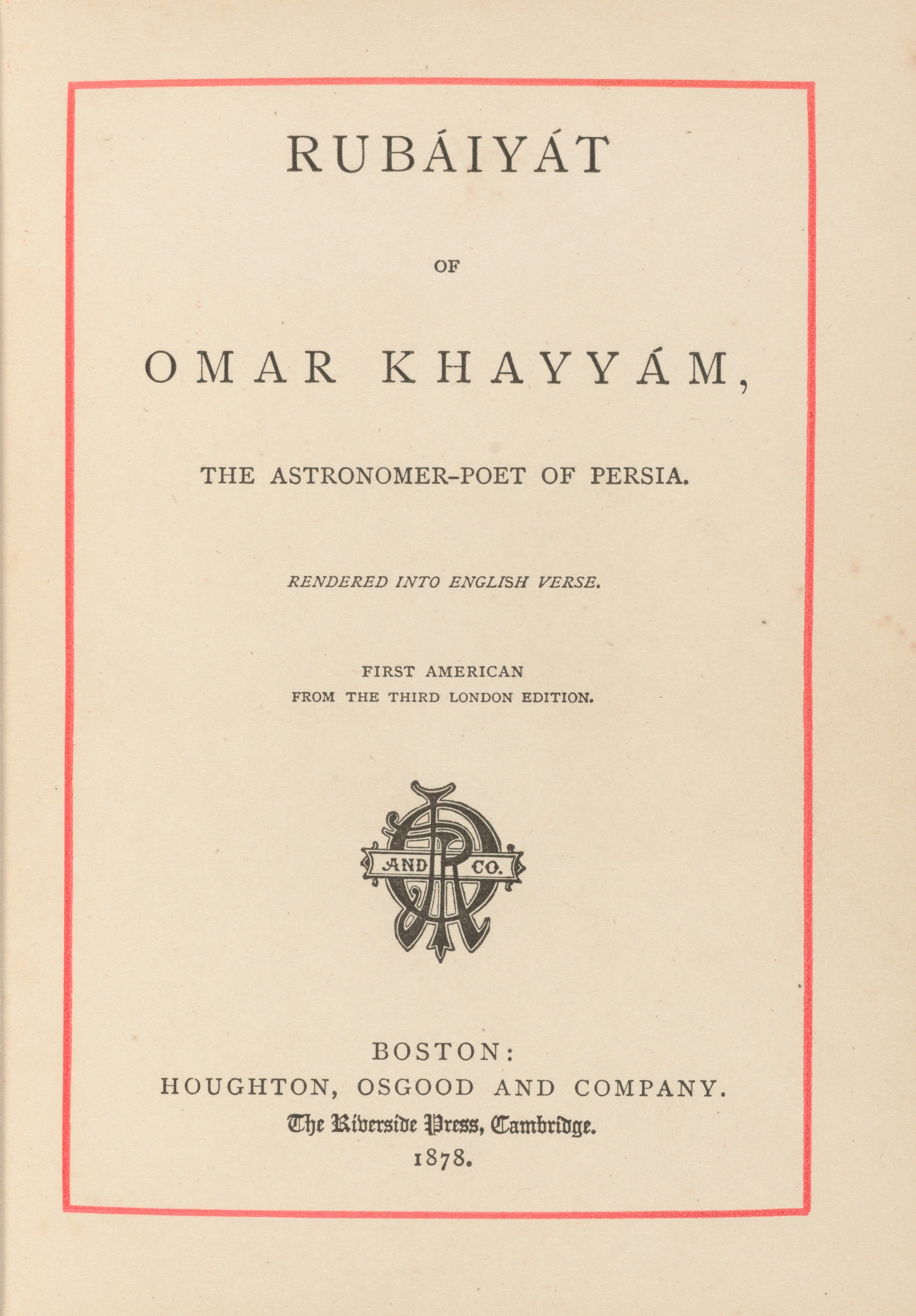
Prima edizione statunitense della The Rubáiyát of Omar Khayyám, the astronomer-poet of Persia, 1878

Nel 1816 la famiglia di FitzGerald si trasferì in Francia, a Parigi dove restò per cinque anni. Edward completò i suoi studi a Cambridge dove incominciò a coltivare la preziosa amicizia di importanti letterati come William Makepeace Thackeray.
Sotto la guida del professore di sanscrito Cowell, si appassionò allo studio della lingua persiana, proprio in un periodo storico in cui sia la diffusione e l'importanza di questa lingua toccò un apice, grazie al suo utilizzo negli scambi epistolari all'interno dell'Impero britannico, e sia l'interesse verso la cultura persiana subì un'impennata tra gli inglesi.
Tra le sue passioni principali, durante le sue permanenze nelle sue lussuose residenze, il giardinaggio, la musica, la vela e la letteratura.

Dopo che nel 1851 si cimentò in alcune traduzione delle opere di Platone, l'anno successivo pubblicò il suo primo libro, intitolato Polonius, una raccolta di aforismi, in parte originali e in parte ispirati da classici inglesi a cui seguirono traduzioni di poeti spagnoli come Calderón de la Barca.
Il 4 novembre del 1853 sposò Lucy, la figlia del poeta Bernard Barton, ma il matrimonio si rivelò problematico e la coppia di separò dopo pochi mesi.

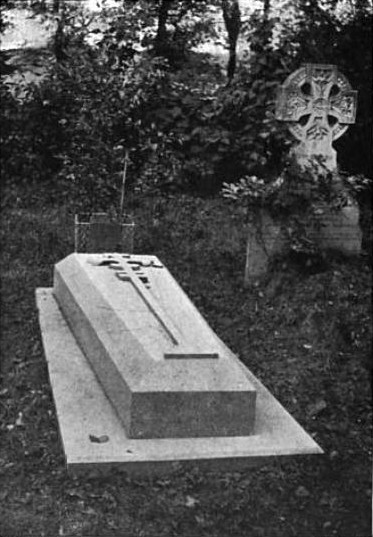
Tomba di Edward FitzGerald

In quello stesso periodo Cowell scoprì il poeta ed astronomo persiano Khayyām e trasmise la sua passione a FitzGerald.
L'opera che aprì a Fitzgerald le porte della fama, assegnandogli un posto importante nella letteratura, fu senza dubbio la traduzione delle Rubʿayyāt, ossia delle Quartine di Khayyām, risalenti ai secoli XI e XII. L'abilità di FitzGerald consistette nel non limitarsi ad una pura e semplice traduzione ma ad inserire aggiunte e libere interpolazioni al testo originale. La prima traduzione venne pubblicata nel 1859 a spese dello stesso FitzGerald, che soltanto venti anni dopo completò il suo lavoro presentando ben centouno quartine. La prima edizione inizialmente non riscosse successo, ma la fortuna arrise a FitzGerald quando il poeta Rossetti la scoprì su una bancarella e la impose all'attenzione della critica e del pubblico, grazie anche alla collaborazione del poeta Swinburne, poiché ritrovarono nella miscela di edonismo, scetticismo e ricchezza di aforismi, una notevole concordia con la loro concezione della vita.
Rispetto all'originale di Khayyam, monopolizzato dall'epicureismo, FitzGerald aggiunse una nota di pessimismo che conquistò le simpatie del pubblico tra la fine dell'Ottocento e l'inizio del Novecento.
Grazie alla pubblicazione che effettuò il suo caro amico Aldis Wright nel 1889 intitolata Letters and Literary Remains, alcuni aspetti della sua vita privata furono resi noti.